# Андервуд (Міннесота)
Андервуд (англ. Underwood) — місто (англ. city) в США, в окрузі Оттер-Тейл штату Міннесота. Населення — 356 осіб (2020).

## Географія
Андервуд розташований за координатами 46°17′10″ пн. ш. 95°52′30″ зх. д. / 46.28611° пн. ш. 95.87500° зх. д. (46.286198, -95.875107).  За даними Бюро перепису населення США в 2010 році місто мало площу 1,50 км², з яких 1,49 км² — суходіл та 0,00 км² — водойми.

## Демографія
Згідно з переписом 2010 року, у місті мешкала 341 особа в 159 домогосподарствах у складі 104 родин. Густота населення становила 228 осіб/км².  Було 180 помешкань (120/км²).
Расовий склад населення:
| - 99,4 % — білих - 0,3 % — чорних або афроамериканців |

До двох чи більше рас належало 0,3 %. Частка іспаномовних становила 0,6 % від усіх жителів.
За віковим діапазоном населення розподілялося таким чином: 20,8 % — особи молодші 18 років, 54,9 % — особи у віці 18—64 років, 24,3 % — особи у віці 65 років та старші. Медіана віку мешканця становила 46,8 року. На 100 осіб жіночої статі у місті припадало 103,0 чоловіків;  на 100 жінок у віці від 18 років та старших — 94,2 чоловіків також старших 18 років.
Середній дохід на одне домашнє господарство  становив 51 201 долар США (медіана — 40 938), а середній дохід на одну сім'ю — 66 854 долари (медіана — 68 125). Медіана доходів становила 43 472 долари для чоловіків та 31 250 доларів для жінок. За межею бідності перебувало 14,8 % осіб, у тому числі 17,0 % дітей у віці до 18 років та 7,4 % осіб у віці 65 років та старших.
Цивільне працевлаштоване населення становило 166 осіб. Основні галузі зайнятості: освіта, охорона здоров'я та соціальна допомога — 37,3 %, роздрібна торгівля — 15,7 %, виробництво — 13,3 %.